# パルショータ
パルショータ（Parshot）はエチオピアの醸造酒。モロコシとトウモロコシを原料とし、同国南部に居住するデラシェ（Dirashe）の間で生産および消費される。世界的にも珍しい、主食とされている酒である。

## 生産の背景
エチオピアを含むサブサハラアフリカでは、穀物やイモ類などの主食だけでは必須アミノ酸などの栄養素が不足するため、副食物として豆などが利用される。また、エチオピア北部ではテフを原料に含む主食のインジェラなどから必須アミノ酸を補給している。これに対して同国南部のデラシェ自治区では、害虫による被害のため豆の栽培が困難なことなどから、モロコシやトウモロコシをアルコール発酵させてアミノ酸スコアを高めたパルショータなどの醸造酒を製造し、大量に摂取している。

## 製法
モロコシとトウモロコシの粉末を主原料とし、モリンガステノペタラやアビシニアガラシなどの葉の乾燥粉末と水を加える。3ヶ月以上かけて乳酸発酵させたのち、加熱して糊化させる。続いてオオムギやトウモロコシ、コムギ、モロコシなどの発芽した種子の粉末と水を加え、糖化を行う。得られた液体は土器に入れて密閉し、2 - 14日ほどかけて酵母を増やす。加水して練ったモロコシとトウモロコシの粉末にこの液体を混合すると、アルコール発酵が進行する。完成したパルショータは、3日間飲むことができる。
なお、主な産地であるデラシェ自治区では1 - 2月の乾季にモリンガステノペタラなどの葉が採集できないため、同期間のみ代わりの醸造酒を造る。一つはネッチ・チャガ（nechchaka）と呼ばれ、原料に葉の乾燥粉末を加えず乳酸発酵の期間を約1ヶ月と短くする以外は、パルショータと同じ製法である。ただし、完成後は1日のうちに飲む必要がある。もう一つはカララ（kalala）と呼ばれ、モロコシとトウモロコシの粉末と熱湯を混ぜて糊化を進め、発芽種子の粉末を加えて計2日間で造る。こちらも、完成後は1日しか飲めない。

## 飲用と成分
飲用の際は、パルショータに水を加えて1.3 - 2倍に希釈する。なお、ネッチ・チャガも2倍に希釈して飲み、カララは原液のまま飲む。デラシェの30代男性を対象とした調査では、希釈したパルショータを1日に5kg摂取している。希釈後のアルコール度数は約3%だが酩酊する事はまれだという。なおデラシェの人々は、穀物の粉から作る団子を朝夕に食べるのを除き、パルショータ以外のものを飲食しない。
希釈したパルショータ100gあたりの熱量は68 - 109kcalであり、4 - 6kg飲む事で1日の活動に必要なカロリーの補給が可能である。タンパク質およびリジンは希釈したパルショータ100gあたり、それぞれ1.7 - 3.3gおよび50 - 93mgが含まれる。FAOなどに推奨される成人男性1日あたりの摂取量はそれぞれ60g、2,100mgであるため、5kg以上のパルショータを飲む事でこれらの値を満たす事ができる。特にリジンなどの必須アミノ酸については、主原料のモロコシやトウモロコシのアミノ酸スコアが35 - 37%であるのに対し、アルコール発酵を経たパルショータでは49 - 51%と高くなっている。